# Stade Brestois 29 2024-2025
Questa voce raccoglie le informazioni riguardanti lo Stade Brestois 29 nelle competizioni ufficiali della stagione 2024-2025.

## Maglie e divise
Lo sponsor tecnico per la stagione 2024-2025 è Adidas, mentre lo sponsor ufficiale è Quéguiner Matériaux.
| Casa | Trasferta |

## Rosa
Aggiornata al 20 dicembre 2024 
 In corsivo i calciatori ceduti durante la stagione
| N. |                           | Ruolo | Calciatore            |
| -- | ------------------------- | ----- | --------------------- |
| 2  | Francia (bandiera)        | D     | Bradley Locko         |
| 3  | Senegal (bandiera)        | D     | Abdoulaye Ndiaye      |
| 4  | Marocco (bandiera)        | D     | Achraf Dari           |
| 5  | Francia (bandiera)        | D     | Brendan Chardonnet () |
| 6  | Svizzera (bandiera)       | D     | Edimilson Fernandes   |
| 7  | Francia (bandiera)        | D     | Kenny Lala            |
| 8  | Francia (bandiera)        | C     | Hugo Magnetti         |
| 9  | Mali (bandiera)           | C     | Kamory Doumbia        |
| 10 | Francia (bandiera)        | C     | Romain Del Castillo   |
| 11 | Francia (bandiera)        | C     | Axel Camblan          |
| 12 | Costa d'Avorio (bandiera) | D     | Luck Zogbé            |
| 14 | Guinea-Bissau (bandiera)  | A     | Mama Baldé            |
| 17 | Ghana (bandiera)          | A     | Abdallah Sima         |
| 18 | Francia (bandiera)        | C     | Hiang'a Mbock         |
| 19 | Francia (bandiera)        | A     | Ludovic Ajorque       |
| 20 | Francia (bandiera)        | C     | Pierre Lees-Melou     |
| 21 | Francia (bandiera)        | C     | Romain Faivre         |

| N. |                        | Ruolo | Calciatore           |
| -- | ---------------------- | ----- | -------------------- |
| 22 | Francia (bandiera)     | A     | Jérémy Le Douaron    |
| 22 | Mali (bandiera)        | D     | Massadio Haïdara     |
| 23 | Francia (bandiera)     | D     | Jordan Amavi         |
| 25 | Francia (bandiera)     | D     | Julien Le Cardinal   |
| 26 | Francia (bandiera)     | C     | Mathias Pereira Lage |
| 28 | Francia (bandiera)     | C     | Jonas Martin         |
| 30 | Francia (bandiera)     | P     | Grégoire Coudert     |
| 32 | Francia (bandiera)     | A     | Ibrahim Yayiya Kanté |
| 33 | Senegal (bandiera)     | A     | Saliou Diop          |
| 34 | Marocco (bandiera)     | A     | Ibrahim Salah        |
| 40 | Paesi Bassi (bandiera) | P     | Marco Bizot          |
| 44 | Francia (bandiera)     | D     | Soumaïla Coulibaly   |
| 45 | Francia (bandiera)     | C     | Mahdi Camara         |
| 46 | Francia (bandiera)     | D     | Paris Irie           |
| 50 | Irlanda (bandiera)     | P     | Noah Jauny           |
| 99 | Francia (bandiera)     | D     | Raphaël Le Guen      |

## Calciomercato

### Sessione estiva
| Acquisti         | Acquisti            | Acquisti            | Acquisti                   |
| R.               | Nome                | da                  | Modalità                   |
| ---------------- | ------------------- | ------------------- | -------------------------- |
| D                | Jordan Amavi        | Olympique Marsiglia | definitivo                 |
| D                | Soumaïla Coulibaly  | Borussia Dortmund   | prestito                   |
| D                | Massadio Haïdara    | Lens                | definitivo                 |
| D                | Julien Le Cardinal  | Lens                | definitivo (1,7 milioni €) |
| D                | Abdoulaye Ndiaye    | Troyes              | prestito                   |
| C                | Kamory Doumbia      | Stade Reims         | definitivo (4 milioni €)   |
| C                | Romain Faivre       | Bournemouth         | prestito                   |
| C                | Edimilson Fernandes | Magonza             | prestito                   |
| A                | Ludovic Ajorque     | Magonza             | prestito (2 milioni €)     |
| A                | Mama Baldé          | Olympique Lione     | definitivo (4,5 milioni €) |
| A                | Ibrahim Salah       | Rennes              | prestito                   |
| A                | Abdallah Sima       | Brighton            | prestito                   |
| Altre operazioni |                     |                     |                            |
| R.               | Nome                | da                  | Modalità                   |
| D                | Achraf Dari         | Charleroi           | fine prestito              |
| D                | Josué Escartin      | Ajaccio             | fine prestito              |
| C                | Karamoko Dembélé    | Blackpool           | fine prestito              |
| A                | Taïryk Arconte      | Rodez               | fine prestito              |
| A                | Hiang'a Mbock       | Caen                | fine prestito              |

| Cessioni         | Cessioni         | Cessioni         | Cessioni         |
| R.               | Nome             | a                | Modalità         |
| Altre operazioni | Altre operazioni | Altre operazioni | Altre operazioni |
| R.               | Nome             | da               | Modalità         |
| ---------------- | ---------------- | ---------------- | ---------------- |

### Sessione invernale
| Acquisti         | Acquisti         | Acquisti         | Acquisti         |
| R.               | Nome             | da               | Modalità         |
| Altre operazioni | Altre operazioni | Altre operazioni | Altre operazioni |
| R.               | Nome             | da               | Modalità         |
| ---------------- | ---------------- | ---------------- | ---------------- |

| Cessioni         | Cessioni         | Cessioni         | Cessioni         |
| R.               | Nome             | a                | Modalità         |
| Altre operazioni | Altre operazioni | Altre operazioni | Altre operazioni |
| R.               | Nome             | da               | Modalità         |
| ---------------- | ---------------- | ---------------- | ---------------- |

## Risultati

### Ligue 1

#### Girone di andata
| Arbitro: | Bastien |

|                 |           |                                                                 |
| M. Camara 45+5’ | Marcatori | 3’, 31’ (rig.) Greenwood 26’, 48’ Luiz Henrique 69’ (rig.) Wahi |

| Arbitro: | Pignard |

|                                   |           |  |
| Chávez 19’ Le Cardinal 45’ (aut.) | Marcatori |  |

| Arbitro: | Angoula |

|                                                                   |           |  |
| M. Camara 10’ Del Castillo 32’ (rig.) Ajorque 77’ Lala 84’ (rig.) | Marcatori |  |

| Arbitro: | Turpin |

|                             |           |                         |
| Dembélé 42’, 74’ Fabián 73’ | Marcatori | 29’ (rig.) Del Castillo |

| Arbitro: | Batta |

|                        |           |  |
| Baldé 21’ Faivre 90+1’ | Marcatori |  |

| Arbitro: | Stinat |

|                                          |           |  |
| Owusu 26’ Jubal 37’ (rig.) H. Traoré 59’ | Marcatori |  |

| Arbitro: | Millot |

|                            |           |  |
| Ajorque 12’ I. Salah 90+2’ | Marcatori |  |

| Arbitro: | Dechepy |

|                         |           |          |
| Del Castillo 54’ (rig.) | Marcatori | 86’ Jota |

| Arbitro: | Brisard |

|           |           |                            |
| Okumu 29’ | Marcatori | 4’ (rig.) Faivre 18’ Baldé |

| Arbitro: | Turpin |

|  |           |              |
|  | Marcatori | 42’ Guessand |

| Arbitro: | Pignard |

|                                           |           |            |
| Nordin 6’ (rig.) Khazri 12’ Coulibaly 84’ | Marcatori | 50’ Martin |

| Arbitro: | Léonard |

|                                 |           |                        |
| Akliouche 5’, 90+1’ Golovin 24’ | Marcatori | 50’ Sima 90+6’ Ajorque |

| Arbitro: | Lissorgue |

|                                                       |           |              |
| Lala 12’ (rig.) Pereira Lage 45+1’ Del Castillo 90+2’ | Marcatori | 85’ Ouattara |

| Arbitro: | Bastien |

|                                     |           |             |
| David 7’ (rig.), 69’ Haraldsson 44’ | Marcatori | 48’ Ajorque |

| Arbitro: | Angoula |

|                                               |           |             |
| K. Doumbia 24’ Chardonnet 27’ Sima 88’, 90+3’ | Marcatori | 48’ Augusto |

| Arbitro: | Millot |

|                       |           |  |
| Lepaul 6’ Niane 90+5’ | Marcatori |  |

| Arbitro: | Wattellier |

|                          |           |                |
| M. Camara 8’ Ajorque 25’ | Marcatori | 45+1’ Veretout |

#### Girone di ritorno
| Arbitro: | Léonard |

|          |           |                          |
| Blas 77’ | Marcatori | 27’ Magnetti 73’ Ajorque |

| Arbitro: | Lissorgue |

|  |           |             |
|  | Marcatori | 25’ Ajorque |

| Arbitro: | Bastien |

|                              |           |                                           |
| Del Castillo 50’ Ajorque 71’ | Marcatori | 29’, 56’, 62’ Dembélé 89’, 90+7’ G. Ramos |

| Arbitro: | Pignard |

|  |           |                             |
|  | Marcatori | 9’ Ajorque 90+6’ Lees-Melou |

| Arbitro: | Dechepy |

|                           |           |                 |
| A. Ndiaye 60’ Ajorque 79’ | Marcatori | 18’, 74’ Perrin |

| Strasburgo 23 febbraio 2025, ore 17:15 CET 23ª giornata | Strasburgo | 0 – 0 referto | Brest | Stadio della Beaujoire (19 108 spett.)\| Arbitro: \| Turpin \| |
| Arbitro:                                                | Turpin     |               |       |                                                                |

| Arbitro: | Millot |

|                    |           |                 |
| Lacazette 24’, 82’ | Marcatori | 15’ (rig.) Lala |

| Arbitro: | Kherradji |

|                     |           |  |
| Sima 19’ Faivre 60’ | Marcatori |  |

| Brest 16 marzo 2025, ore 17:15 CET 26ª giornata | Brest   | 0 – 0 referto | Stade Reims | Stadio Francis Le Blé (14 517 spett.)\| Arbitro: \| Brisard \| |
| Arbitro:                                        | Brisard |               |             |                                                                |

| Arbitro: | El Hadj |

|                     |           |                                                             |
| Sierro 65’ King 78’ | Marcatori | 22’ Bourgault 26’ Pereira Lage 62’ K. Doumbia 90’ M. Camara |

| Arbitro: | Léonard |

|                                 |           |                    |
| Köhn 42’ (aut.) M. Camara 90+4’ | Marcatori | 63’ (rig.) Zakaria |

| Arbitro: | Kherradji |

|                              |           |                          |
| Stassin 16’ Cardona 34’, 80’ | Marcatori | 6’, 37’ Ajorque 25’ Sima |

| Arbitro: | Millot |

|                |           |                                                |
| Lees-Melou 13’ | Marcatori | 17’ Koyalipou 45+7’ (rig.) El Aynaoui 90’ Saïd |

| Arbitro: | Frappart |

|                                   |           |          |
| Gouiri 8’, 45’, 63’ Greenwood 37’ | Marcatori | 25’ Sima |

| Arbitro: | Lissorgue |

|                  |           |  |
| Del Castillo 15’ | Marcatori |  |

| Arbitro: | Léonard |

|                            |           |  |
| Ajorque 42’ K. Doumbia 64’ | Marcatori |  |

| Arbitro: | El Hadj |

|                                                                        |           |  |
| Guessand 16’ Laborde 19’, 75’ Bouanani 28’ (rig.) Moffi 82’ Abdi 90+4’ | Marcatori |  |

### Coppa di Francia
| Arbitro: | Petit |

|  |           |             |
|  | Marcatori | 40’ Ajorque |

| Arbitro: | Kherradji |

|                         |           |                 |
| Sima 24’ Chardonnet 34’ | Marcatori | 83’ B. Guirassy |

| Arbitro: | Stinat |

|                     |           |                         |
| Magnetti 55’ (aut.) | Marcatori | 49’ I. Salah 90+2’ Sima |

| Arbitro: | Delajod |

|                                      |           |                             |
| Pereira Lage 45’ Youssouf 59’ (aut.) | Marcatori | 65’ Sasso 80’, 84’ Sanganté |

### UEFA Champions League

#### Fase campionato
| Arbitro: | Walsh |

|                       |           |                        |
| Magnetti 23’ Sima 56’ | Marcatori | 45+1’ (aut.) Fernandes |

| Arbitro: | Taylor |

|  |           |                                           |
|  | Marcatori | 24’, 70’ Sima 66’ Camara 75’ Pereira Lage |

| Arbitro: | Kružliak |

|                |           |           |
| Lees-Melou 39’ | Marcatori | 24’ Wirtz |

| Arbitro: | Balakin |

|                |           |                                      |
| Olatunji 90+2’ | Marcatori | 37’ E. Fernandes 80’ (aut.) Kairinen |

| Arbitro: | Peljto |

|                                        |           |  |
| Lewandowski 10’ (rig.), 90+2’ Olmo 66’ | Marcatori |  |

| Arbitro: | Sánchez Martínez |

|                 |           |  |
| Le Cardinal 43’ | Marcatori |  |

| Arbitro: | Schärer |

|                       |           |  |
| Kevin 18’ Sudakov 37’ | Marcatori |  |

| Arbitro: | Eskås |

|  |           |                                 |
|  | Marcatori | 27’, 78’ Rodrygo 56’ Bellingham |

#### Fase a eliminazione diretta

##### Spareggi
| Arbitro: | Peljto |

|  |           |                                     |
|  | Marcatori | 21’ (rig.) Vitinha 45’, 66’ Dembélé |

| Arbitro: | Oliver |

|                                                                                             |           |  |
| Barcola 20’ K'varatskhelia 39’ Vitinha 59’ D. Doué 64’ Nuno Mendes 69’ Ramos 76’ Mayulu 86’ | Marcatori |  |

## Statistiche finali

### Statistiche di squadra
| Competizione     | Punti | In casa | In casa | In casa | In casa | In casa | In casa | In trasferta | In trasferta | In trasferta | In trasferta | In trasferta | In trasferta | Totale | Totale | Totale | Totale | Totale | Totale | DR  |
| Competizione     | Punti | G       | V       | N       | P       | Gf      | Gs      | G            | V            | N            | P            | Gf           | Gs           | G      | V      | N      | P      | Gf     | Gs     | DR  |
| ---------------- | ----- | ------- | ------- | ------- | ------- | ------- | ------- | ------------ | ------------ | ------------ | ------------ | ------------ | ------------ | ------ | ------ | ------ | ------ | ------ | ------ | --- |
| Ligue 1          | 50    | 17      | 10      | 3       | 4       | 31      | 21      | 17           | 5            | 2            | 10           | 21           | 38           | 34     | 15     | 5      | 14     | 52     | 59     | -7  |
| Coppa di Francia | -     | 2       | 1       | 0       | 1       | 4       | 4       | 2            | 2            | 0            | 0            | 3            | 1            | 4      | 3      | 0      | 1      | 7      | 5      | +2  |
| Champions League | 13    | 5       | 2       | 1       | 2       | 4       | 8       | 5            | 2            | 0            | 3            | 6            | 13           | 10     | 4      | 1      | 5      | 10     | 21     | -11 |
| Totale           | -     | 24      | 13      | 4       | 7       | 39      | 33      | 24           | 9            | 2            | 13           | 30           | 52           | 48     | 22     | 6      | 20     | 69     | 85     | -16 |

### Andamento in campionato
| Giornata  | 1  | 2  | 3  | 4  | 5  | 6  | 7  | 8  | 9  | 10 | 11 | 12 | 13 | 14 | 15 | 16 | 17 | 18 | 19 | 20 | 21 | 22 | 23 | 24 | 25 | 26 | 27 | 28 | 29 | 30 | 31 | 32 | 33 | 34 |
| --------- | -- | -- | -- | -- | -- | -- | -- | -- | -- | -- | -- | -- | -- | -- | -- | -- | -- | -- | -- | -- | -- | -- | -- | -- | -- | -- | -- | -- | -- | -- | -- | -- | -- | -- |
| Luogo     | C  | T  | C  | T  | C  | T  | C  | C  | T  | C  | T  | T  | C  | T  | C  | T  | C  | T  | T  | C  | T  | C  | T  | T  | C  | C  | T  | C  | T  | C  | T  | C  | C  | T  |
| Risultato | P  | P  | V  | P  | V  | P  | V  | N  | V  | P  | P  | P  | V  | P  | V  | P  | V  | V  | V  | P  | V  | N  | N  | P  | V  | N  | V  | V  | N  | P  | P  | V  | V  | P  |
| Posizione | 18 | 18 | 12 | 14 | 11 | 13 | 11 | 11 | 10 | 11 | 12 | 12 | 11 | 11 | 11 | 12 | 11 | 9  | 8  | 8  | 8  | 9  | 9  | 10 | 9  | 9  | 8  | 8  | 8  | 9  | 9  | 9  | 8  | 9  |

Legenda:

Luogo: C = Casa; T = Trasferta. Risultato: V = Vittoria; N = Pareggio; P = Sconfitta.

### Andamento in Champions League
| Giornata  | 1  | 2 | 3 | 4 | 5  | 6 | 7  | 8  |
| --------- | -- | - | - | - | -- | - | -- | -- |
| Luogo     | C  | T | C | T | T  | C | T  | C  |
| Risultato | V  | V | N | V | P  | V | P  | P  |
| Posizione | 13 | 2 | 5 | 4 | 11 | 7 | 13 | 18 |

Legenda:

Luogo: C = Casa; T = Trasferta. Risultato: V = Vittoria; N = Pareggio; P = Sconfitta.